# 김세형 (배우)
김세형(1972년 1월 20일 ~ )은 대한민국의 배우이다.

## 학력
- 서울예술대학 연극영화과

## 출연작

### 드라마&시트콤
- 1995년 KBS2 월화드라마 《서궁》
- 1995년 KBS2 수목드라마 《개성시대》... 이광섭 역
- 1998년 SBS 월화드라마 《은실이》... 칠복 역
- 1999년 SBS 일일드라마 《당신은 누구시길래》
- 2000년 MBC 일일드라마 《당신 때문에》... 하광일 역
- 2000년 SBS 일일시트콤 《웬만해선 그들을 막을 수 없다》... 소방서 계장 역
- 2001년 MBC 월화 특별기획 드라마 《홍국영》
- 2003년 MBC 일요아침드라마 《기쁜 소식》
- 2005년 MBC 주말 특별기획 드라마 《제5공화국》... 신윤희 역
- 2006년 KBS1 TV소설 《강이 되어 만나리》
- 2006년 MBC 월화 특별기획 드라마 《주몽》

### 영화
- 2001년 《몽중인》... 눈물 1 역
- 2002년 《2424》... 이 실장 역

### CF
- 1995년 공보처 - 우리의 자화상

## 수상
- 1999년 SBS 연기대상 인기상